# Selaginella willdenowii
Espèce
Selaginella willdenowii est une espèce de Lycophyte de la famille des Selaginellaceae.
Selaginella willdenowii est plante vasculaire. Cette espèce est couramment dénommée : spikemoss, Willdenow's spikemoss, and peacock fern en raison de ses feuilles bleues iridescentes,. 
Selaginella willdenowii est parfois incorrectement orthographié Selaginella willdenovii

## Description
L'iridescence bleue est produite par « interférence à couche mince » produite par une fine couche de cellules à structure lamellaire dans la cuticule supérieure des feuilles. Il est suggéré que cette adaptation réduit l'effet des rayons solaires puissants filtrant à travers la canopée, qui endommageraient autrement les espèces adaptées à l'ombre. L'iridescence bleue se retrouve également chez Selaginella uncinata et les deux espèces sont adaptées à l'ombre extrême sous la canopée de la forêt.

## Systématique
Le nom correct complet (avec auteur) de ce taxon est Selaginella willdenowii (Desv.) Baker.
L'espèce a été initialement classée dans le genre Lycopodium sous le basionyme Lycopodium willdenowii Desv..
Selaginella willdenowii a pour synonymes :
- Lycopodioides caespitosa (Blume) Kuntze
- Lycopodioides willdenowii (Desv.) Kuntze
- Lycopodium bicolor Warb.
- Lycopodium caesium subsp. arboreum (Kunze) Courtin
- Lycopodium caespitosum Blume
- Lycopodium laevigatum Willd.
- Lycopodium willdenovii Desv.
- Lycopodium willdenovii Desv. ex Poir.
- Lycopodium willdenowii Desv.
- Lycopodium willdenowii Desv. ex Poir.
- Selaginella altissima Kaulf.
- Selaginella altissima Kaulf. ex Lauche
- Selaginella arborea (Kunze) A.Braun
- Selaginella arborea Dippel
- Selaginella arborescens Russow
- Selaginella caesia subsp. arborea Hort.Angl.
- Selaginella caesia subsp. arborea Hort.Angl. ex Kunze
- Selaginella caesia subsp. arborea Kuntze
- Selaginella caespitosum (Blume) Spring
- Selaginella denuana Alderw.
- Selaginella laevigata (Willd.) Spring
- Selaginella uncinata var. arborea (Kunze) Mett.
- Selaginella uncinatum var. arborea Mett.
- Selaginella willdenovii (Desv. ex Poir.) Baker
- Selaginella willdenowii var. caesia-arborea (Hort.) Hieron.
- Selaginella willdenowii var. caesia-arborea (Hort.) Hieron. ex Bonap.
- Selaginella willdenowii var. punctulata Alderw.